# La Capelle-Bonance
La Capelle-Bonance è un comune francese di 91 abitanti situato nel dipartimento dell'Aveyron nella regione dell'Occitania.

## Società

### Evoluzione demografica
Abitanti censiti